# Taylor Emerson
Taylor Emerson (* 13. Dezember 1989 in Burbank, Kalifornien) ist ein US-amerikanischer Schauspieler.
Seinen ersten Fernsehauftritt hatte er 1998 in der Serie Hinterm Mond gleich links. Es folgten Gastauftritte in Hannah Montana und Without a Trace. In der Serie Oliver Beene spielte er von 2003 bis 2004 den besten Freund der Hauptfigur Oliver Beene, der von Grant Rosenmeyer dargestellt wurde.